# Sofía Vergara
Sofía Margarita Vergara Vergara, coneguda com a Sofía Vergara (castellà: Sofía Margarita Vergara Vergara)  (Barranquilla, 10 de juliol de 1972) és una actriu i model colombiana.

## Vida personal
Nascuda el 10 de juliol de 1972 a Barranquilla (Colòmbia), és filla de Margarita Vergara Dávila de Vergara (mestressa de casa) i Julio Enrique Vergara Robayo (productor de la indústria càrnia). Els seus familiars més propers l'anomenaven Toti de petita.
Va estudiar en una escola catòlica bilingüe espanyol-anglès i es va casar als 18 amb el seu xicot de tota la vida. Dos anys més tard, el 16 de setembre de 1992, va néixer el su fill, Manolo González-Ripoll Vergara Un cop divorciada va començar a estudiar Odontologia a la Universitat de Colòmbia i li van sorgir moltes ofertes per treballar com a model, que va acceptar. Es va traslladar a Miami (amb el fill i la germana) per continuar la carrera i evitar la inseguretat del seu país. El 2002, li van diagnosticar càncer de tiroides. La seva germana Sandra és també actriu en pel·lícules menors als Estats Units.

## Carrera
Un fotògraf va descobrir-la quan caminava per la platja a Colòmbia. Va rebre ofertes per treballar de model i a la televisió, una cosa que xocava amb la seva formació catòlica. Als 17 anys va protagonitzar el primer anunci, un de Pepsi que es va emetre per Amèrica del Sud. Per poder ajudar econòmicament la família, va deixar d'estudiar per començar a treballar.
Als 20, es va traslladar a la capital del país, Bogotà, on va començar a treballar de model i a televisió. Va presentar amb Fernando Fiore el programa de viatges 'Fuera de serie' a Univisión. Gràcies a la difusió del canal, es feu un nom a tot Amèrica, tant al sud com al nord (gràcies a la redistribució del senyal d'aquesta cadena als Estats Units). Va copresentar, també a Univisión, 'A que no te atreves' i va aparèixer, com a actriu convidada, a la sèrie de la cadena HBO Entourage.
Els anys 1998, 2000 i 2002 va aparèixer en bikini a calendaris.
Encara que és rossa natural, quan va començar a treballar als EUA, es va començar a tenyir morena per encaixar amb l'estereotip de "llatina". Aquest salt es produí quan acabà el seu contracte amb Univisión i va començar a aparèixer en les comèdies de situació de l'American Broadcasting Company (ABC) 'Hot Properties' i 'The Knights of Prosperity'. Amb 'Modern family' ha estat nominada a un premi Emmy.
Ha actuat a les sèries 'Amas de Casa Desesperadas', la versió colombiana de la sèrie 'Desperate Housewives', l'estatunidenca 'Dirty Sexy Money' i la mexicana 'Fuego en la sangre'.
El 2008 va ser inclosa en la 62a posició de la llista de les 100 dones més sexis que publica Maxim.

## Filmografia
| Cinema       | Cinema                                                    | Cinema                  | Cinema |
| Any          | Pel·lícula                                                | Personatge              | Notes |
| ------------ | --------------------------------------------------------- | ----------------------- | --- |
| 2002         | Big Trouble                                               | Nina                    | |
| 2003         | Chasing Papi                                              | Cici                    | |
| 2004         | The 24th Day                                              | Isabella                | |
| 2004         | Soul Plane                                                | Blanca                  | |
| 2005         | Lords of Dogtown                                          | Amelia                  | |
| 2005         | Four Brothers                                             | Sofi                    | Nominada — Premi Black Reel al millor conjunt |
| 2006         | Grilled                                                   | Loridonna               | |
| 2006         | National Lampoon's Pledge This                            | Herself                 | |
| 2008         | Tyler Perry's Meet the Browns                             | Cheryl                  | |
| 2009         | Madea Goes to Jail                                        | T.T.                    | Nominada — Premi ALMA a la millor actriu de pel·lícula |
| Televisió    |                                                           |                         | |
| Any          | Títol                                                     | Paper                   | Notes |
| 1999         | Baywatch                                                  | Ella mateixa            | 1 episodi |
| 2002         | My Wife and Kids                                          | Selma                   | 1 episodi |
| 2004         | Eve                                                       | April Perez             | 1 episodi |
| 2004         | Rodney                                                    | Carmen                  | 1 episodi |
| 2005         | Hot Properties                                            | Lola Hernandez          | Paper protagonista |
| 2005         | Punk'd                                                    | Ella mateixa            | 1 episodi |
| 2007         | Entourage                                                 | Noia de la Selva        | 1 episodi |
| 2007         | Amas de Casa Desesperadas (versió colombiano-equatoriana) | Alicia Oviedo           | Paper protagonista |
| 2007         | The Knights of Prosperity                                 | Esperanza Villalobos    | Paper protagonista |
| 2007         | Dirty Sexy Money                                          | Sofia Montoya           | 4 episodis |
| 2008         | Fuego En La Sangre                                        | Leonora                 | 10 episodis |
| 2008         | Men in Trees                                              | Pilar Romero            | 2 episodis |
| 2009         | Dancing with the Stars                                    | Ella mateixa            | Convidada |
| 2009–present | Modern family                                             | Gloria Delgado-Prichett | Paper protagonista Nominada — Globus d'Or a la millor actriu secundària de sèrie còmica o telefilm Nominada — Emmy a la millor actriu secundària de sèrie còmica (2010, 2011, 2013) Nominada — Premi del sindicat d'actors a la millor actuació grupal en una sèrie còmica |